# Montpellier UC (volley-ball féminin)
Pour le club omnisports, voir Montpellier Université Club.
Le Montpellier Université Club est un club omnisports basé à Montpellier et créé en 1921.

## Présentation
Sa section de volley-ball féminin a remporté 7 titres de Champion de France entre 1949 et 1962.
Elle évolue pour la saison 2012/2013 en championnat régional (7e niveau)

## Palmarès
- Championnat de France (7)
  - Champion : 1949, 1950, 1952, 1957, 1958, 1959, 1962
  - Finaliste : 1953